# Brian Doerksen

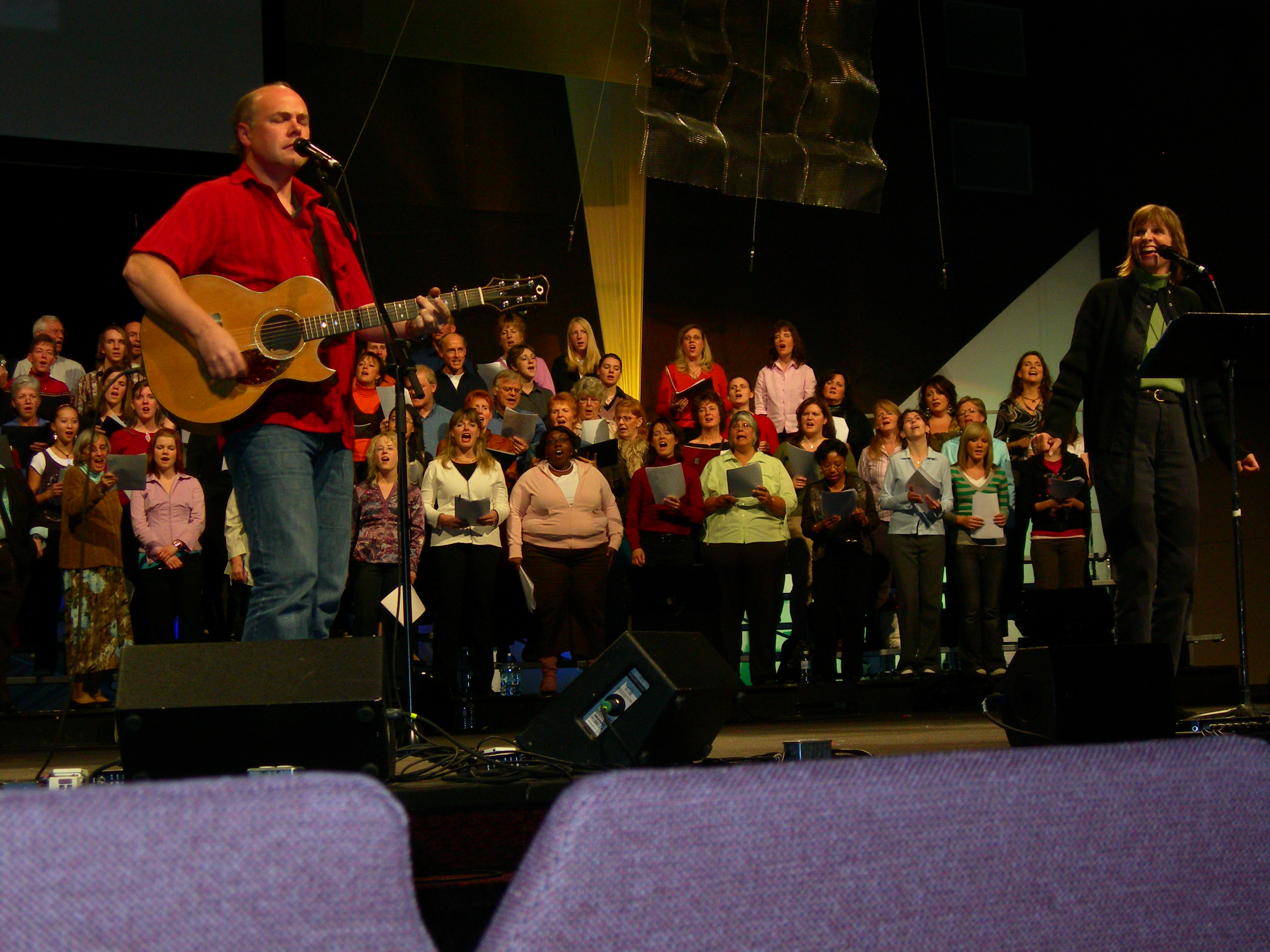
Podczas koncertu w Calgary w 2007

Brian Doerksen (ur. 1965) – kanadyjski wokalista, autor piosenek i gitarzysta grający głównie współczesną muzykę chrześcijańską.

## Kariera muzyczna
Doerksen był związany z grupą leaderów Stowarzyszenia „Winnica”, prowadząc koncerty modlitewne i pisząc teksty do śpiewanych na nich pieśniach i piosenkach religijnych. Do napisanych przez niego tekstów przebojów należą: „Refiner’s Fire” (1990), „Faithful One”, „Hope of the Nations,” (2003), „Holy God”, „Today (As For Me and My House)” oraz „Come Now is the Time to Worship” (1998). Piosenki te są w repertuarze norweskiego Oslo Gospel Choir. Po 2000 Doerksen wydawał swoje piosenki na płytach studia Hosanna! Music (Integrity Music): You Shine (2002), Today (2004), Live In Europe (2005), Holy God (2006) i It's Time (2008). W 2003 artysta otrzymał Gospel Music Association Dove Award. Siedmiokrotnie był nagradzany przez Gospel Music Association of Canada, które przyznawało mu swoją nagrodę „struny”. W 2008 za album Holy God Doerksen otrzymał Nagrodę Juno.
Piosenkarz jest żonaty i ma sześcioro dzieci.

## Albumy solowe
- 2002: You Shine
- 2004: Today
- 2005: Live in Europe
- 2006: Holy God
- 2008: It's Time
- 2010: Level Ground